# Municipio de Marengo (Iowa)
El municipio de Marengo (en inglés: Marengo Township) es un municipio ubicado en el condado de Iowa en el estado estadounidense de Iowa. En el año 2010 tenía una población de 2473 habitantes y una densidad poblacional de 26,17 personas por km².

## Geografía
El municipio de Marengo se encuentra ubicado en las coordenadas 41°49′23″N 92°6′36″O / 41.82306, -92.11000. Según la Oficina del Censo de los Estados Unidos, el municipio tiene una superficie total de 94.5 km², de la cual 94.26 km² corresponden a tierra firme y (0.25%) 0.24 km² es agua.

## Demografía
Según el censo de 2010, había 2473 personas residiendo en el municipio de Marengo. La densidad de población era de 26,17 hab./km². De los 2473 habitantes, el municipio de Marengo estaba compuesto por el 97.33% blancos, el 0.4% eran afroamericanos, el 0.61% eran amerindios, el 0.32% eran asiáticos, el 0.04% eran isleños del Pacífico, el 0.49% eran de otras razas y el 0.81% pertenecían a dos o más razas. Del total de la población el 2.87% eran hispanos o latinos de cualquier raza.